# Reine, Norge

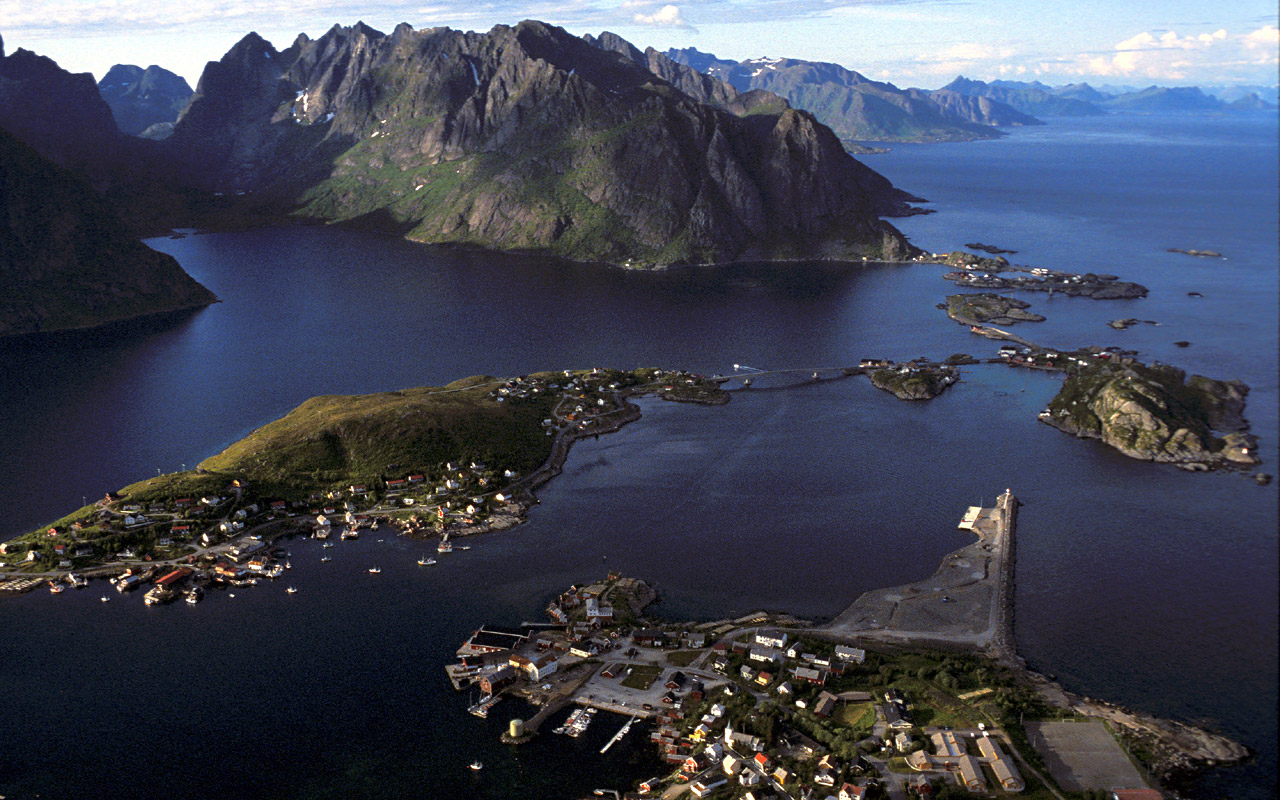
Reine från Reinebringen, 2003.

Reine är en tätort och fiskeläge i Moskenes kommun i Lofoten i Nordland fylke i norra Norge. Reine, som är kommunens centralort, hade 302 invånare år 2021. Postnumret är 8390 REINE.

## Historia
Reine har varit en handelsplats sedan 1743. I december 1941 brändes en del av Reine av tyskarna som repressalier för en räd på Lofotenöarna av brittiska trupper.

## Läge
Reine ligger omedelbart söder om Sakrisøya och Hamnøya på en udde strax intill Europaväg 10, som går genom byn.

## Näringsverksamhet
Orten har länge varit centrum för den lokala fiskeindustrin med en flotta av båtar och anläggningar för fiskförädling och marknadsföring och är viktig för Lofotenfisket. Det finns också lite lätt industri. Idag är turismen viktig, och trots sitt avlägsna läge besöks Reine av många tusentals människor årligen. Platsen är omtalad för sin naturskönhet och foton över orten används på förstasidan i en del böcker och turistbroschyrer.

## Övrigt
2016-2019 byggdes en stentrappa upp till Reinebringen (448 m ö.h.) som anses som den finaste utsiktspunkten vid Reine.
I Reine ligger Dagmars Dukke- og Leketøymuseum, ett leksaksmuseum med över 1 500 olika dockor, teddybjörnar och dylikt.
Konstnären Herman Bendixen (död 1977) föddes 1919 i Reine.